# Valezka
Valeska Klett (née le 31 octobre 1981 à Francfort-sur-le-Main) est une chanteuse allemande.

## Biographie
Valezka est l'aînée des quatre enfants d'une mère allemande et d'un père américain. Elle va dans une Realschule à Francfort et sort avec le mittleren Reife.
En 1999, Valezka est présentée au rappeur Kool Savas et à son producteur puis à sa compagne Melbeatz par le chanteur J-Luv. Ils travaillent avec Valezka sur des chansons à Berlin et en 2001, sort le single Haus & Boot, où Valezka chante le refrain.
En 2003, Kool Savas sort le single Der beste Tag meines Lebens de son album du même nom et Eko Fresh König von Deutschland, dans lesquels Valezka est impliqué.
En raison de différences internes, Valezka et Eko Fresh quittent Optik Records la même année. Valezka quitte aussi Berlin pour s'installer à Cologne avec Eko, son compagnon. Après avoir fondé le label German Dream, Eko sort son premier album, Ich bin jung und brauche das Geld, qui contient quelques chansons avec Valezka.
En avril 2004, le single conjoint L.O.V.E. (Life of Valezka & Eko). L'album du même nom est paru en mars de la même année. Deux mois plus tard, le single Neue Männer braucht das Land paraît, un remake du tube d'Ina Deter. En septembre 2004, Valezka est embauchée pour la première partie de la chanteuse américaine Kelis.
Fin 2004, Valezka et Eko Fresh annoncent leur séparation amoureuse et professionnelle.
En août 2005, le single Nonplusultra sort, il est le dernier publié par Sony/BMG. En même temps, avec Reno, elle crée une collection de chaussures intitulée Young Spirit-inspired by Valezka. Nonplusultra est également la chanson-titre de la publicité de cette campagne.
En juin 2007, l'EP Vorspiel est en téléchargement libre.

## Discographie
Album
- 2004 : L.O.V.E. – Life of Valezka & Eko (avec Eko Fresh)

EP
- 2007 : Vorspiel

Singles
- 2001 : Kool Savas – Haus & Boot
- 2003 : Kool Savas – Der beste Tag meines Lebens
- 2003 : Eko Fresh – König von Deutschland
- 2004 : L.O.V.E. – L.O.V.E.
- 2004 : Eko Fresh & Valezka feat. Joe Budden – Ich will Dich
- 2004 : Raptile feat. Valezka – Da Unbeatables
- 2004 : L.O.V.E. presents Valezka – Neue Männer braucht das Land
- 2006 : Non Plus Ultra

## Source de la traduction
- (de) Cet article est partiellement ou en totalité issu de l’article de Wikipédia en allemand intitulé « Valezka » (voir la liste des auteurs).

1. ↑  Laura Ewert, « Kool Savas gegen Eko Fresh – der große Showdown », sur Die Welt, 2014 (consulté le 19 juin 2020)
2. ↑  (de) « Eine knauserige Kelis in der Columbiahalle », sur Berliner Morgenpost, 2004 (consulté le 19 juin 2020)
3. ↑  (de) « Hip-Hop-Sängerin wirbt für Reno », sur schuhmarkt-news.de, 2005 (consulté le 19 juin 2020)